# Ликоринус
Ликоринус или ликорин (лат. Lycorhinus, от др.-греч. λυκος — волк и ρινχος — нос, букв. «волконосый») — род динозавров из семейства гетеродонтозаврид, найденный в нижнеюрских слоях (с геттангского по синемюрский ярус) формации Эллиот, расположенной в Капской провинции, ЮАР.

## Открытие и название
Ископаемый материал состоит только из нижней и верхней челюстей, поэтому палеонтолог Сидни Х. Хотон в 1924 году назвал вымершее животное Lycorhinus angustidens, где родовое название означает «волчья морда», а видовое — «зауженный зуб».
Голотип SAM 3606 состоит из нижней челюсти, найденной доктором М. Риконо.

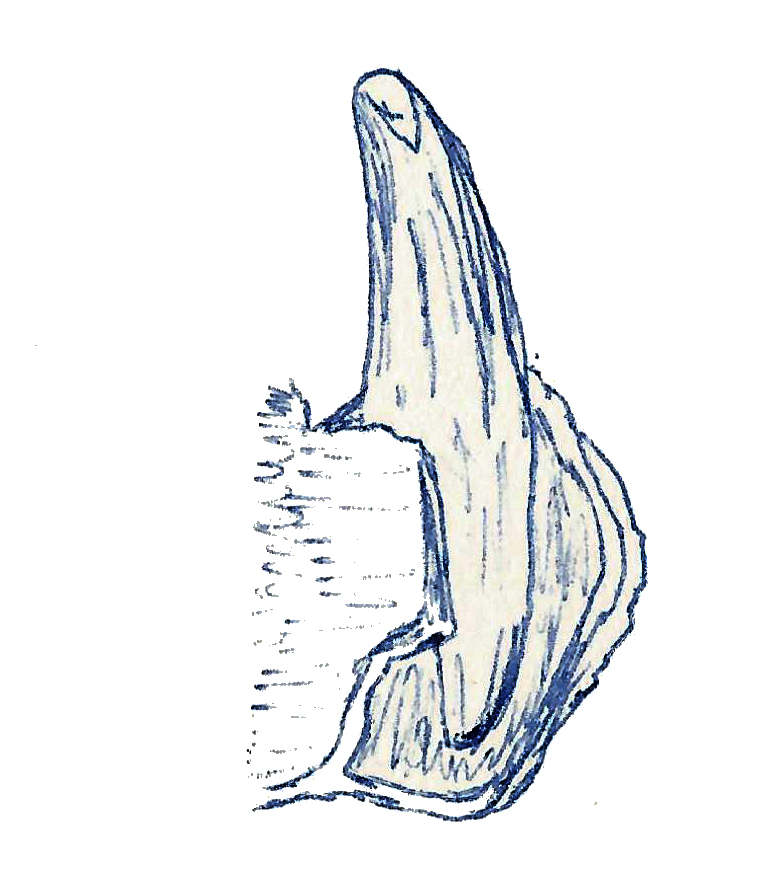
Передняя часть нижней челюсти

Было обнаружено и названо три других вида ликоринуса. Роберт Брум назвал вид Lycorhinus parvidens, а Ричард Энтони Талборн в 1970 году переименовал другой род — Heterodontosaurus tucki в Lycorhinus tucki. Однако их попытки в более детальном распознавании животных оказались тщетны. Третий вид, Lycorhinus consors, названный Талборном в 1974 году, был переименован в абриктозавра Джеймсом Хопсоном в 1975.
Ликоринус был маленьким — 1,2 метра в длину — динозавром. Несмотря на клыки в челюстях, он был растительноядным животным и состоял в близком родстве с гетеродонтозавром. Только в 1962 году Альфред Уолтер Кромптон отнёс его к птицетазовым динозаврам. Талборн в 1971 году создал отдельное семейство Lycorhinidae, но уже в следующем, 1972 году, эта группа стала приравниваться к гетеродонтозавридам.

## Ланазавр
Типовым и единственным видом ланазавра является L. scalpridens, найденный и описанный Кристофером Гоу в 1975 году в том же горизонте, что и ликоринус. Родовое название происходит от лат. lana — шерсть и др.-греч. σαῦρος — ящер, в честь профессора Альфреда Кромптона, который носил прозвище Пух (Fuzz), поскольку его волосы напоминали овечью шерсть. Видовое название образовано словами лат. scalprum — резец и dens — зуб. Ископаемые остатки ланазавра (голотип BP/1/4244) представляют собой часть верхней челюсти, найденные в формации Эллиот, провинция Фри-Стейт, ЮАР. Зубы демонстрируют типичную модель замены, когда в течение каждого цикла замены меняется каждый третий зуб.
Сам Гоу в 1990 году пришёл к выводу, что голотип ланазавра был, по сути, образцом Lycorhinus angustidens. На данный момент, его выводы считаются единственно правильными.